# ديفيد برادلي (صحفي)
ديفيد برادلي (بالإنجليزية: David Bradley)‏ هو صحفي بريطاني، ولد في 1966.

## وصلات خارجية
- الموقع الرسمي